# Східно-Рогинцівське нафтове родовище
Східно-Рогинцівське нафтове родовище — належить до Талалаївсько-Рибальського нафтогазоносного району Східного нафтогазоносного регіону України.

## Опис
Розташоване в Сумській області на відстані 15 км від м. Ромни. 
Входить до складу Великобубнівського структурного валу в межах північної прибортової зони Дніпровсько-Донецької западини.
Підняття виявлене в 1958 р.
Структура — брахіантикліналь північно-західного простягання, розміри по ізогіпсі -3000 м 4,0х1,7 м. 
Перший приплив нафти одержано з газових покладів інт. 3080-3085 м у 1971 р. 
Поклади пластові, склепінчасті, інколи тектонічно екрановані та літологічно обмежені. Колектори — пісковики, рідше — алевроліти. 
Експлуатується з 1977 р. Режим покладу активний водонапірний. Запаси початкові видобувні категорій А+В+С1 — 1022 тис.т нафти; розчиненого газу 142 млн. м³. Густина дегазованої нафти 827-871 кг/м³. Вміст сірки 0,22-0,48 мас.%.